# IAIO Fotros
El HESA Fotros (persa: فطرس fʊtros) es un vehículo aéreo no tripulado de reconocimiento, vigilancia y combate iraní construido por Iran Aircraft Manufacturing Industries Corporation y presentado en noviembre de 2013. Era el avión no tripulado iraní más grande en su inauguración. Tiene un alcance operativo de 1.700 km a 2.000 km con una autonomía de vuelo de 16 a 30 horas, dependiendo del armamento. El nombre se refiere a un ángel caído en la mitología chiita que fue redimido por el Imán Husáin ibn Ali. El Fotros lleva hasta seis misiles o bombas.